# Gmina Çudhi
Gmina Çudhi (alb. Komuna Çudhi) – gmina położona w środkowej części Albanii. Administracyjnie należy do okręgu Kruja w obwodzie Durrës. W 2011 roku populacja gminy wynosiła 1812, 841 kobiety oraz 971 mężczyzn, z czego Albańczycy stanowili 85,26% mieszkańców.
W skład gminy wchodzi dziesięć miejscowości: Nuoj, Mafsheq, Shqezë, Shkretë, Çudhi-Qender, Çudhi-Kamp, Kroi-Madh, Bruz-Zall, Bruz-Mal, Rranz.